# Thiên nga coscoroba
Thiên nga coscoroba (danh pháp hai phần: Coscoroba coscoroba) là một loài thiên nga đặc hữu tại vùng phía nam Nam Mỹ thuộc họ Vịt.